# Cunderdin
Cunderdin är en ort i Australien. Den ligger i kommunen Cunderdin och delstaten Western Australia, omkring 130 kilometer öster om delstatshuvudstaden Perth. Antalet invånare är 1 130.
Trakten runt Cunderdin är nära nog obefolkad, med mindre än två invånare per kvadratkilometer..
Trakten runt Cunderdin består till största delen av jordbruksmark. Genomsnittlig årsnederbörd är 452 millimeter. Den regnigaste månaden är september, med i genomsnitt 67 mm nederbörd, och den torraste är december, med 14 mm nederbörd.